# Camillo Sitte
Camillo Sitte (Viena, 17 de abril de 1843 - Viena, 16 de noviembre de 1903) fue un arquitecto austriaco, conocido por sus aportaciones teóricas al urbanismo.
Sitte viajó por Europa tratando de identificar los aspectos que hacían acogedoras a las ciudades, y en 1889 publicó el libro que le haría famoso: Der Städtebau nach seinen künstlerischen Grundsätzen (Construcción de ciudades según principios artísticos). Fue director de la Escuela de Arte industrial de Viena, y participó en varios proyectos urbanísticos, destacando la ampliación de Lubin y de Marienberg (Silesia).

## Biografía
Después de graduarse del Piaristengymnasium en Viena del 1864 al 1869, ingresó a la Universidad Técnica de Viena y a la par tomó cursos de arqueología, anatomía e historia del arte. En sus viajes llegó a visitar, entre otros países, Italia, Grecia, Francia y Egipto. Sus viajes fueron continuos entre 1871 y 1873 porque su padre, el arquitecto vienés Franz Sitte, fue constantemente contratado. A su padre lo conocían como arquitecto del historicismo. En 1875 llegó a ser director de la Escuela de Comercio del Estado de  Salzburgo. Desde 1883 fue profesor en la Escuela de Comercio de Viena y se convirtió en su director en 1899. Como urbanista, desarrolló planes maestros para las ciudades pequeñas y medianas o fue un miembro del jurado y crítico de proyectos urbanos construidos. Camillo Sitte dedicó su vida a la teoría cultural, en cuestiones de filosofía, arte, ciencia y política. En más de 150 publicaciones, se dedicó a una amplia gama de cuestiones culturales. Entre otros, trabajó en la revista austríaca El Arquitecto. Murió en 1903, de un derrame cerebral.

### "Construcción de ciudades según principios artísticos"
Este ensayo, profusamente ilustrado, tuvo una gran acogida en su tiempo, siendo reeditado cinco veces entre 1889 y 1922. Fue traducido al francés en 1902, al español en 1926 y al inglés en 1945. En español también recibió el título de "El arte de construir las ciudades".
En el libro el autor insta a construir las ciudades sobre una trama irregular salpicada de espacios abiertos en forma de plazas, critica el urbanismo de la época por su excesiva focalización sobre la planta en detrimento de la dimensión vertical de las ciudades, y critica también la rigidez y la esterilidad del urbanismo racionalista frente a la riqueza formal y espacial de los diseños antiguos. Así, renuncia a los principios de ortogonalidad y simetría y defiende en cambio los espacios irregulares y la participación de la naturaleza en el diseño de la ciudad.
El análisis de Sitte es puramente formal o estético, sin pararse a analizar las circunstancias históricas que lo han producido, aunque advierte el antagonismo entre lo pragmático (esencialmente los problemas de tráfico) y lo pintoresco, tomando partido a favor de lo segundo.
La obra de Sitte tuvo gran influencia en el urbanismo europeo de su época, si bien el movimiento moderno rechazó sus postulados, y las teorías de Sitte no recobrarían vigencia hasta el advenimiento del postmodernismo, en la segunda mitad del siglo XX.

## Legado
El libro de Sitte tuvo gran influencia en los debates y planes para el diseño urbano en torno a 1900. Entre los planificadores y arquitectos que recibieron propuestas personalizadas fueron los expertos alemanes en planificación urbana Franz Ewerbeck, Theodor Goecke, Karl Gruber, Karl Henrici, Eduard Kreyssig, Robert Schmidt, Paul Schmitthenner, Alfred von Scholtz, Joseph Stubben y Heinz Wetzel. Los estudiantes de arquitectura más famosos de Sitte fueron el austríaco Joseph Maria Olbrich. El arquitecto paisajista alemán Leberecht Migge tomó referencias de paisaje y la planificación del espacio abierto de Sitte. De igual manera, también influyó a Raymond Unwin, el arquitecto inglés de la ciudad jardín de Letchworth (1903) y su libro Urbanismo en la práctica (1909). En los Países Bajos, fueron Hendrik Petrus Berlage y Marinus Jan Granpré Molière. En Suecia, el urbanista Anders Nilsson; Suiza, Hans Martí. En 1923, el arquitecto austriaco Leopold Bauer escribió: El libro de Sitte "parecía una carga inicial en una mina preparada; el éxito fue tremendo". Por todas partes el tema fue discutido por críticos, como el arquitecto franco-suizo Le Corbusier, quien criticó su afición por lo irregular llamándolo defensor de la "ruta de burro". Se le acusó de estar enfocado unilateralmente en cuestiones estéticas del diseño urbano, sin tiener en cuenta la complejidad de la ciudad moderna, omitiendo en su "pequeño pensamiento espacial", las cuestiones vinculadas con las presiones de desarrollo y la necesidad de espacio de las ciudades en crecimiento. El historiador del arte alemán y profesor Albert Erich Brinckmann criticó las ideas de Sitte sobre planificación urbana como idealistas. 
(Texto a seguir muy mal traducido. Imposible editar sin conocer el contenido y sentido de lo que se quiere decir)
En 1941, los planificadores alemanes y profesores universitarios Fritz Schumacher de capítulo de un libro de Sitte, los límites del arte en las instalaciones de la ciudad moderna en su libro de lectura para los constructores. Sin embargo, para iniciar notado Schumacher: "a medida (...) ve la Artístico-todavía en gran medida, pintoresco '; Este punto de vista es sólo muy gradualmente superado ". En 1977, el crítico de arquitectura Wolfgang Pehnt: Camillo Sitte, urbano conforme a sus principios artísticos de 1889 se vuelve a leer". En 1985, escribió el historiador del arte Hanno-Walter Kruft: el libro de Sitte "es la teoría de la moderna básica urbana y en la actualidad ha obtenido nueva relevancia después de que las teorías funcionalistas de planificación urbana de la primera mitad del siglo XX se han vuelto obsoletas". A Renaissance aprendió Sitte arquitectura urbana, en particular en los diseños y publicaciones de la posmodernidad arquitectos y urbanistas Luxemburgo León y Rob Krier.

## Honores
Camillo Sitte está enterrado en una tumba de honor en el cementerio central de Viena (Grupo 14 A, número 48). Según él, era de Formación Técnica Superior e Investigación Instituto de Viena III de Tecnología de la Construcción (institución educativa Camillo Sitte) en el 3.er distrito de Viena carretera con nombre. Con la inversión de su barrio Moltke (a partir de 1908) la ciudad fue comiendo una céntrica plaza de su nombre. 1913 fue Camillo Sitte Gasse en el distrito 15 Rudolf-Fuenfhaus que llevan su nombre. En Frankfurt asentamiento Praunheim una manera acumulada 1928 contribuye también el nombre de Sitte. La costumbre ha recibido varios premios, entre ellos 1903, Cruz de 1 ª Clase de Caballero de la Orden de Francisco José. Fue designado hombre libre de la ciudad morava Přívoz (Privoz, Oderfurt).

## Familia y residencia
Camillo Sitte nació en Viena en 1843, hijo único del arquitecto Franz Sitte y su esposa Teresa. Se casó con Leopoldine, flor, probablemente nacido [17] (ca. 1853-1925 [18]). El hijo Siegfried encargo le siguió profesionalmente, hijo de Heinrich costumbre era un arqueólogo. Vivido personalizada en Viena Ungargasse 9, donde el arquitecto Carl Wilhelm Christian von Doderer casa y estudio tenían.

## Obras de Sitte
- City Planning According to Artistic Principles, 1889
- The Birth of Modern City Planning. Dover Publications, 2006, ISBN 978-0-486-45118-3
- Gesamtausgabe. Schriften und Projekte. Hrsg. v. Klaus Semsroth, Michael Mönninger und Christine Crasemann-Collins. 6 Bände. Böhlau, Wien 2003–2007